# Grevillea coccinea
Grevillea coccinea är en tvåhjärtbladig växtart. Grevillea coccinea ingår i släktet Grevillea och familjen Proteaceae.

## Underarter
Arten delas in i följande underarter:
- G. c. coccinea
- G. c. lanata